# Kunststoffmantelverbundrohr

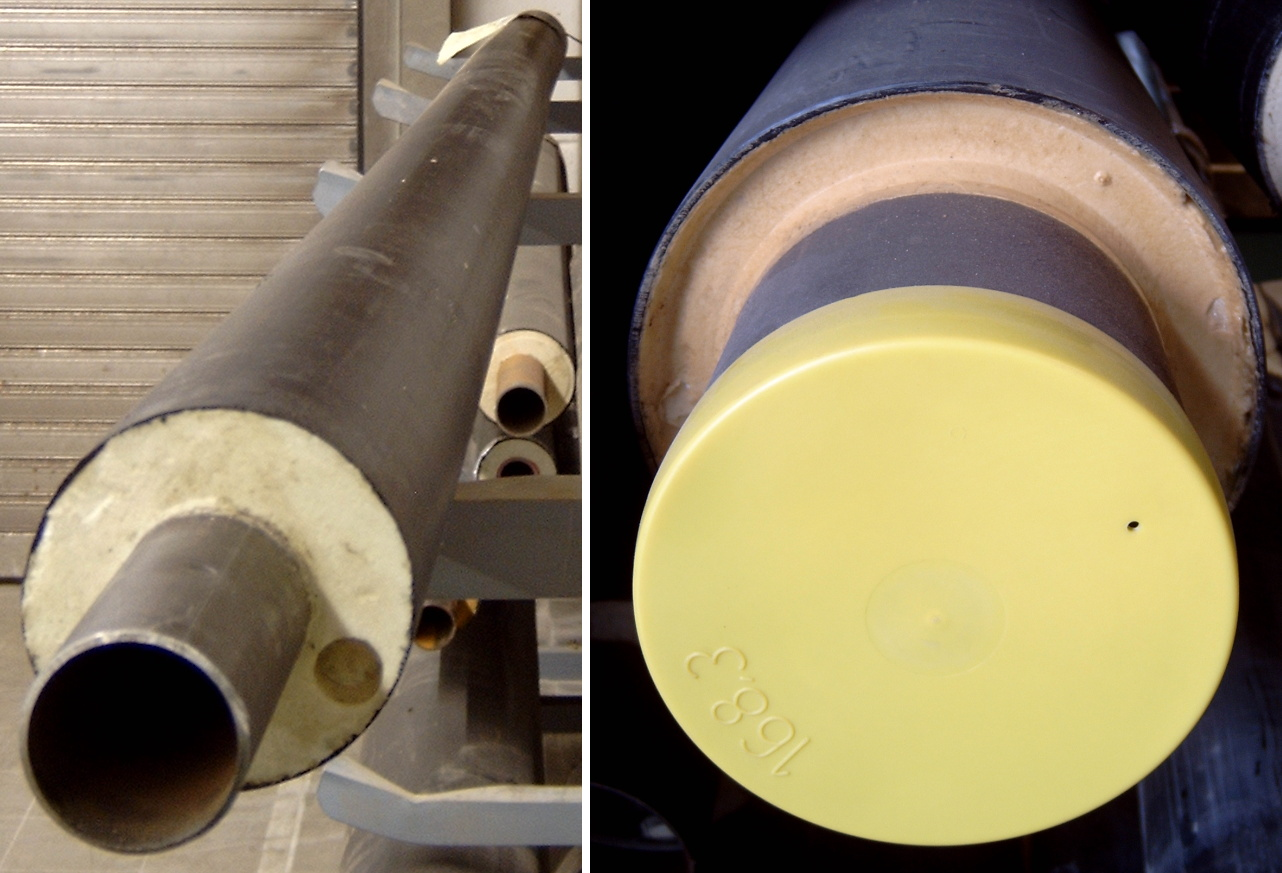
KMR, fabrikneu

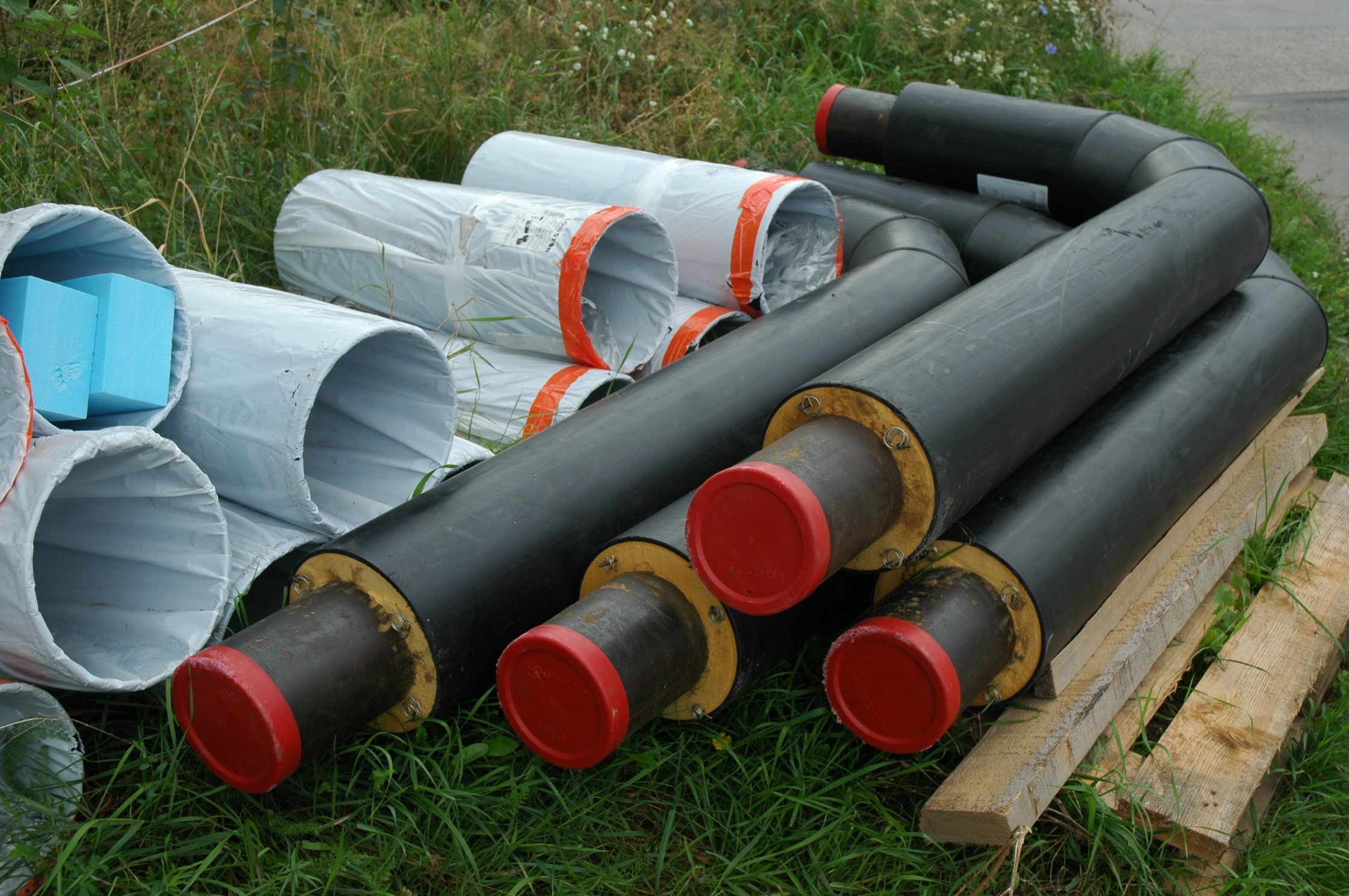
Bauteile eines KMRs DN 150 auf einer Baustelle, links Muffen, rechts vorisolierte Bögen

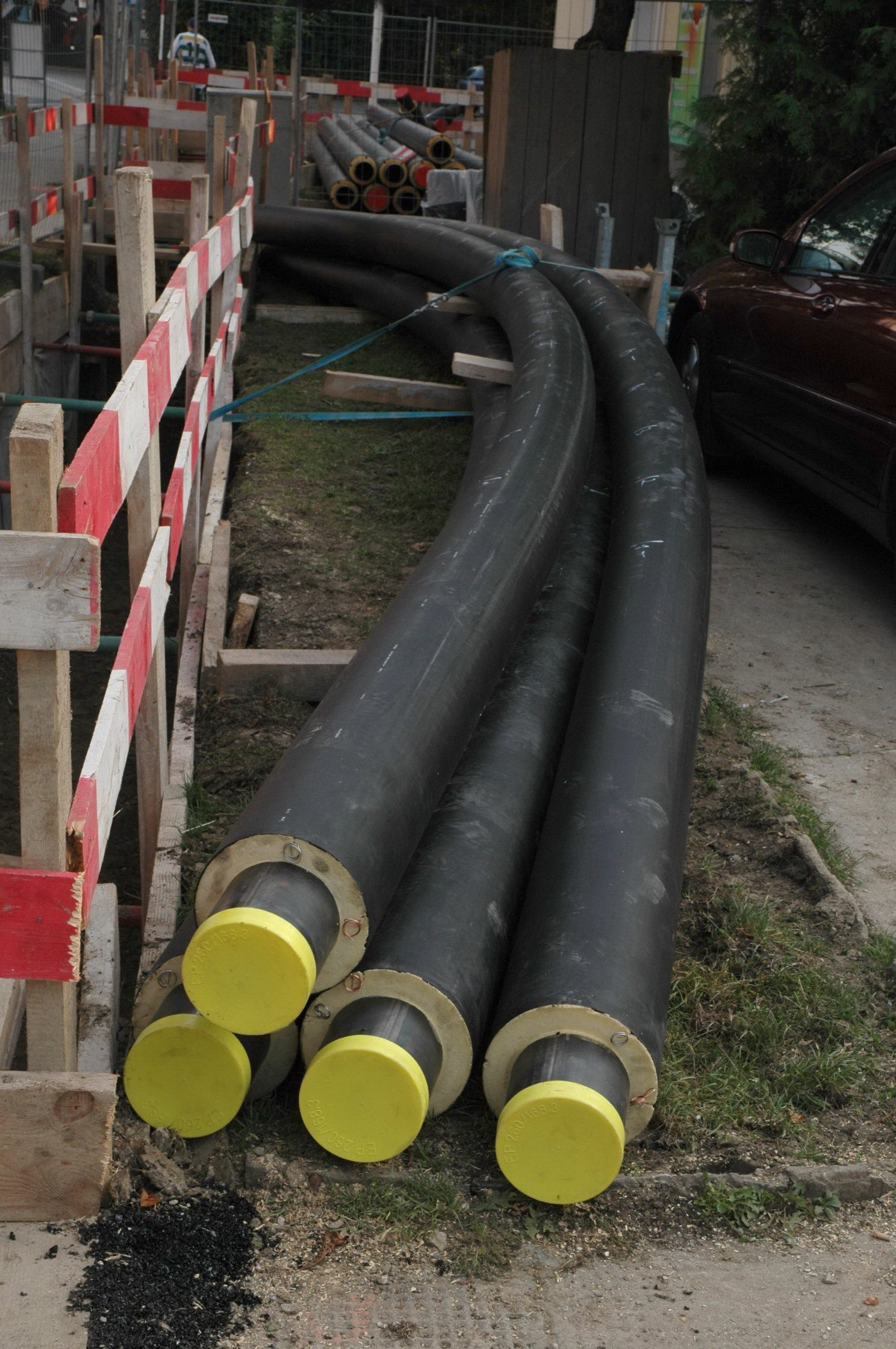
Bogenrohre DN 150; Bogenrohre sind werkseitig vorgebogene Rohre, die bei Durchmessern größer DN 100 eingesetzt werden, um Richtungsänderungen größer 3° normgerecht durchzuführen

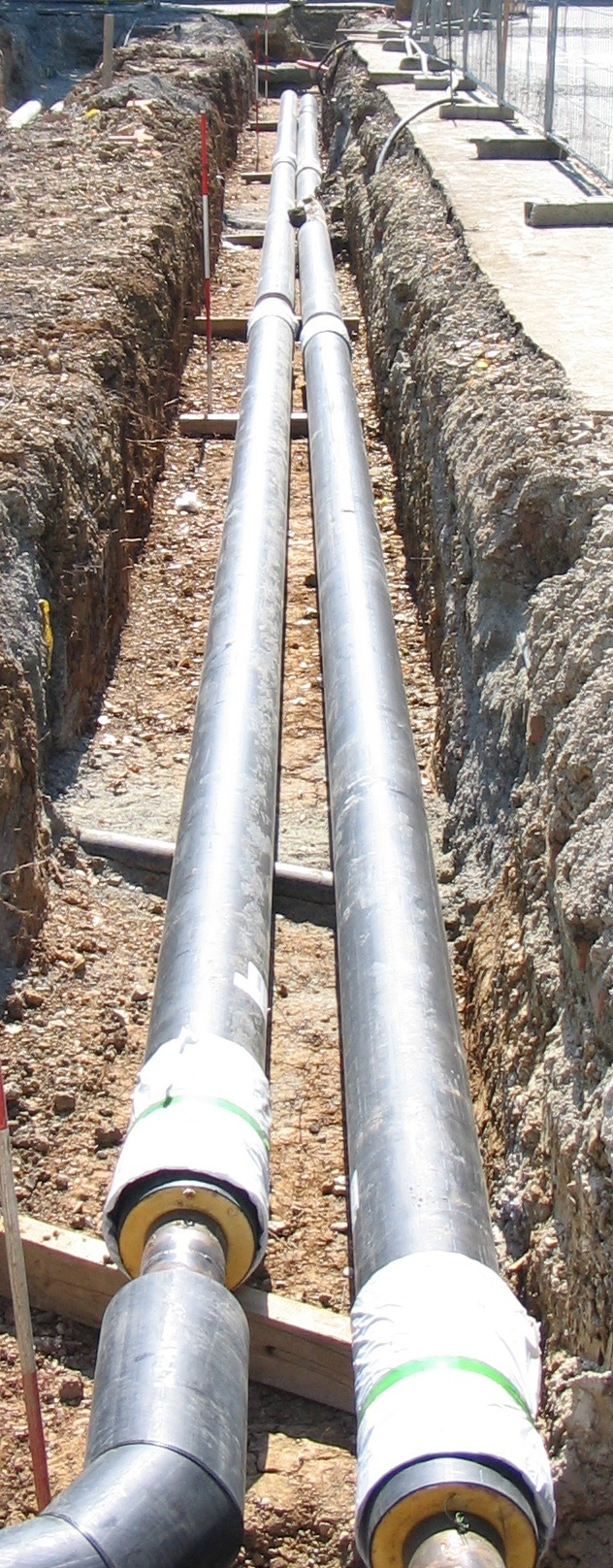
KMR auf der Baustelle; die Medienrohre sind verschweißt, die Muffen noch nicht gesetzt. Im Bereich des rechten Rohrs ist ein Verlegefehler sichtbar: Die Künette ist eingestürzt. Dabei kann der Kunststoffmantel beschädigt werden. Auch erforderte die Bausicherheit die Pölzung der Künette

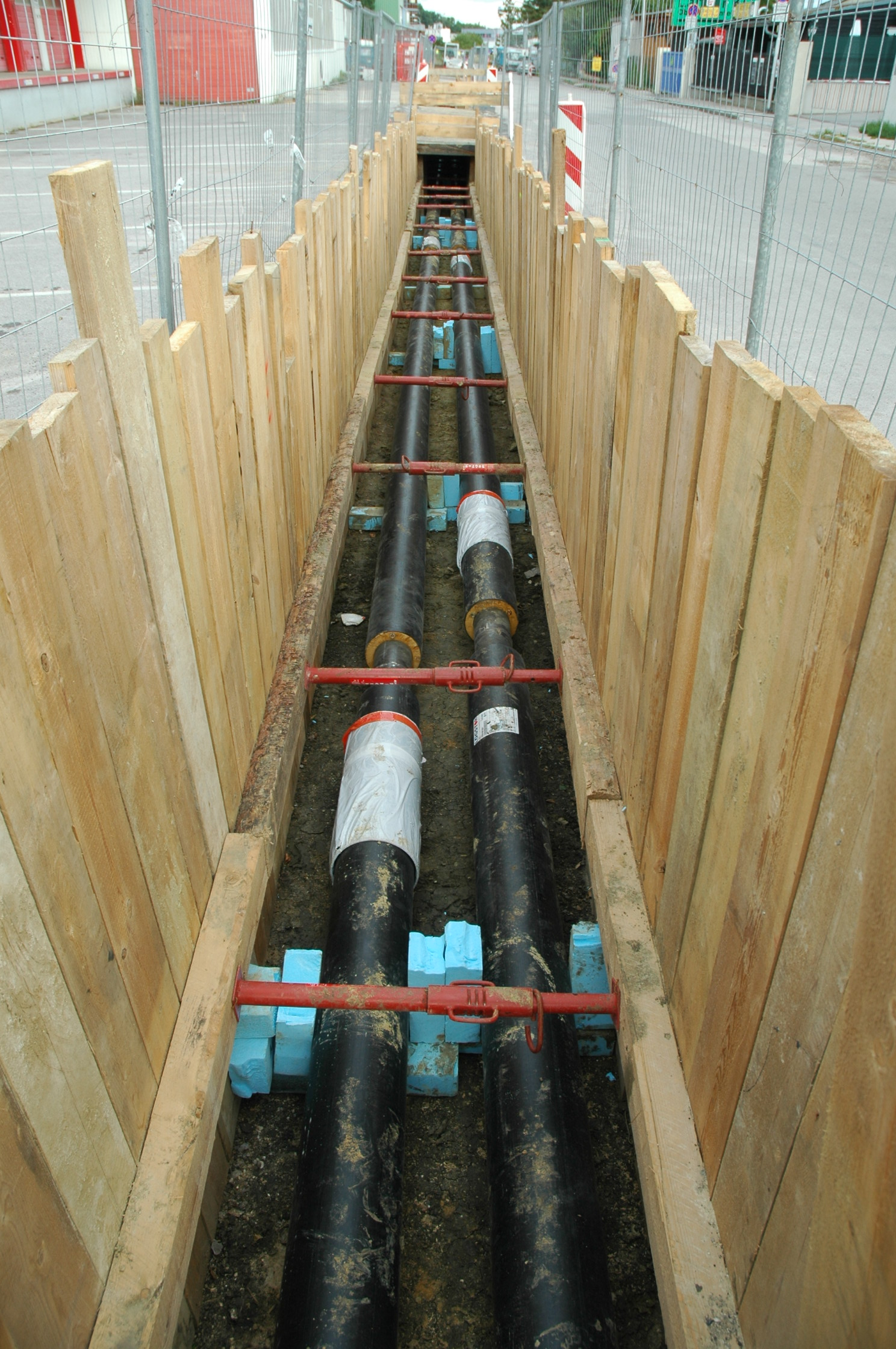
KMR DN150 verlegt in der Künette auf Polystyrolquader (hellblau), Mediumrohre verschweißt, vor Fertigstellung der Muffen

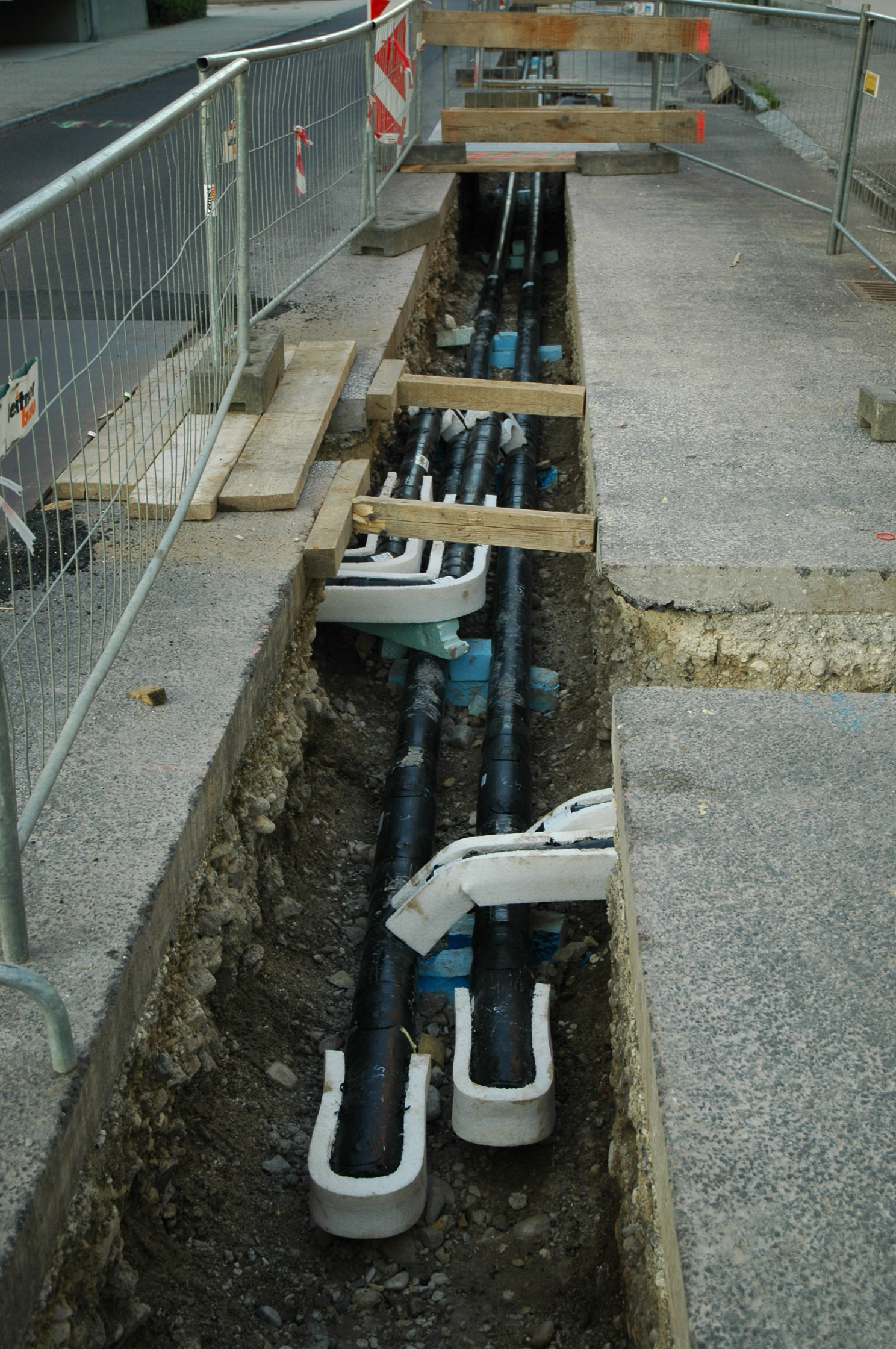
Fertig verlegtes KMR vor der Sandverfüllung. Man erkennt 2 Hausanschlüsse und eine Endmuffe, die bereits mit Dehnpolstern verkleidet sind.

Das Kunststoffmantelverbundrohr, kurz KMR, ist eine werkmäßig mit einer Wärmedämmung versehene Rohrleitung zum Transport warmgehender Medien, vor allem Wasser. Seltener werden Kunststoffmantelverbundrohre zum Transport kaltgehender Medien eingesetzt.
Kunststoffmantelverbundrohre werden hauptsächlich in Fernwärmenetzen verbaut und normalerweise direkt im Erdreich verlegt. Sind viele Bögen erforderlich, wie es in Nahwärmenetzen häufiger der Fall ist, werden flexible Verbundrohre bevorzugt.

## Systemaufbau
Das Mediumrohr besteht aus Stahl, die Wärmedämmung aus hartem Polyurethanschaum und das Mantelrohr aus Polyethylen hoher Dichte (HDPE). Das Mantelrohr schützt die Wärmedämmung vor äußeren Einflüssen.
Die Wärmedämmung aus Polyurethanschaum trägt das Gewicht des befüllten Mediumrohres und stellt einen kraftschlüssigen Verbund zwischen Mediumrohr, Wärmedämmung und Mantelrohr her. Der kraftschlüssige Verbund nimmt die durch Erwärmung der Rohrleitung auftretende Kräfte auf und leitet sie in das Erdreich ab.
Neben KMR mit einem Mediumrohr existieren auch KMR mit zwei Mediumrohren, wobei sich zwischen den beiden Mediumrohren Wärmedämmung befindet. Diese KMR sind punktsymmetrisch zur Rohrmittelachse aufgebaut. KMR mit zwei Mediumrohren werden auch als „Doppelrohre“, in Produktkatalogen auch als „Duo“ oder englischsprachig „twin pipe system“, bezeichnet, KMR mit einem Mediumrohr entsprechend als „Einzelrohre“, in Produktkatalogen entsprechend als „Uno“ oder englischsprachig „single pipe system“.
Übliche Mediumrohrdimensionen liegen bei Einzelrohren im Bereich von DN 15 bis DN 1200 und bei Doppelrohren im Bereich von DN 15 bis DN 300. Die Rohre werden als Stangenware meist in Längen zu 6, 12 oder 16 Meter ausgeliefert. Da es sich um eine starre Rohrleitung handelt, werden für Bögen vorgeformte Formstücke verwendet, die ebenfalls mit Wärmedämmung und Mantelrohr versehen sind. Auch sind Armaturen erhältlich, die wie ein KMR aufgebaut sind. KMR werden üblicherweise mit drei unterschiedlich dicken Wärmedämmungen angeboten, wodurch sich zu jeder Mediumrohrdimension drei unterschiedliche Mantelrohrdimensionen ergeben.

### Lecküberwachungssystem
Kunststoffmantelverbundrohre sind häufig mit einem Überwachungssystem ausgerüstet, das auf Feuchtigkeit in der Wärmedämmung anspricht. In die Wärmedämmung der Rohre werden meist zwei Drähte eingebettet, die per Widerstands- und Laufzeitmessung zur Rohrnetzüberwachung und Leckortung benutzt werden. Das „Nordische System“ verwendet zwei blanke Kupferdrähte, von denen häufig einer verzinnt ist. Das „Widerstands-Ortungs-Verfahren“ arbeitet mit einem teilisolierten Widerstandsdraht aus einer Chrom-Nickel-Legierung und einem blanken Kupferdraht. Sind drei Drähte eingebettet, sind dies meist zwei blanke Kupferdrähte, davon einer ggf. verzinnt, sowie ein teilisolierter Chrom-Nickel-Draht, womit wahlweise das Nordische System oder das Widerstands-Ortungs-Verfahren realisiert werden können. Bei der Montage der Rohre werden die elektrischen Leiter der einzelnen Rohrsegmente leitend miteinander verbunden, am Ende eines Abschnitts werden daran Diagnosestecker mit Messgeräten zur Leckerkennung montiert. Für die Leckerkennung sind zwei Systeme üblich:
- Nordisches System (englisch Nordic System, auch „Echoguard-System“) mit einem Impulsreflexionsmessverfahren mit hochfrequenten Spannungsimpulsen an zwei Kupferdrähten mit je 1,5 mm2. Durch Lecks verändert sich der Leitungswellenwiderstand, welcher durch Diagnosegeräte ermittelt werden kann. Durch die Laufzeiten der reflektierten Welle an der Störstelle kann der Fehlerort bestimmt werden. Beide Kupferdrähte sind bei diesen System blank, einer der beiden Drähte zusätzlich verzinnt.[2]
- Brandes System mit einer ohmschen Widerstandsmessung mit Gleichspannung. Ein Draht mit 0,5 mm2 besteht aus der Legierung Chrom-Nickel mit einer roten Isolierung, welche in definierten Abständen perforiert ist und dadurch die Lokalisierung erlaubt. Der zweite Draht ist als ein Kupferdraht mit 0,8 mm2 und einer durchgehenden grünen Isolierung ausgeführt.[3]

## Anwendungsgrenzen
Das Mediumrohr ist meist für Betriebsdrücke bis 1,6 MPa (16 bar, PN16), 2,5 MPa (25 bar, PN25) oder seltener 4,0 MPa (40 bar, PN40) ausgelegt. Die obere Grenztemperatur für den Dauerbetrieb wird durch den Polyurethanschaum bestimmt und liegt bei ca. 140 °C. In jüngerer Zeit gibt es Bestrebungen, Kunststoffmantelverbundrohre mit einer höheren zulässigen Dauerbetriebstemperatur herzustellen. In Rohrnetzen mit Temperaturen, die oberhalb der zulässigen Dauerbetriebstemperatur von Kunststoffmantelverbundrohren liegen, kommen Stahlmantelrohre zum Einsatz.

## Bezeichnung der Kunststoffmantelrohre
Bei Kunststoffmantelverbundrohren wird neben der Mediumrohrdimension auch die Mantelrohrdimension angegeben. Die Angabe DN 50/125 bezeichnet ein Kunststoffmantelverbundrohr mit einem Mediumrohr mit Nenndimension DN 50 (Außendurchmesser 60,3 mm) und einem Mantelrohr mit Außendurchmesser 125 mm, was der minimal geforderten Dicke (Stärke) der Wärmedämmung entspricht. Die Angabe DN 50/140 bezeichnet ein Kunststoffmantelverbundrohr mit einfach verstärkter Wärmedämmung, die Angabe DN 50/160 bezeichnet ein Kunststoffmantelverbundrohr mit doppelt verstärkter Wärmedämmung.

## Normung
In Europa werden Kunststoffmantelverbundrohre in folgenden Normen beschrieben:
- EN 253 beschreibt die Rohrstangen (Einzelrohre).
- EN 448 beschreibt die Formstücke (Einzelrohre).
- EN 488 beschreibt die Armaturen (Einzelrohre).
- EN 489 beschreibt die Rohrverbindungen („Muffen“).
- EN 13941 beschreibt Berechnungs- und Verlegeverfahren für aus Kunststoffmantelverbundrohren aufgebaute Rohrnetze.
- EN 14419 beschreibt die in Kunststoffmantelverbundrohren eingesetzten Überwachungssysteme.
- EN 15698-1 beschreibt die Rohrstangen (Doppelrohre).
- EN 15698-2 beschreibt die Formstücke und Armaturen (Doppelrohre).

## Verlegung

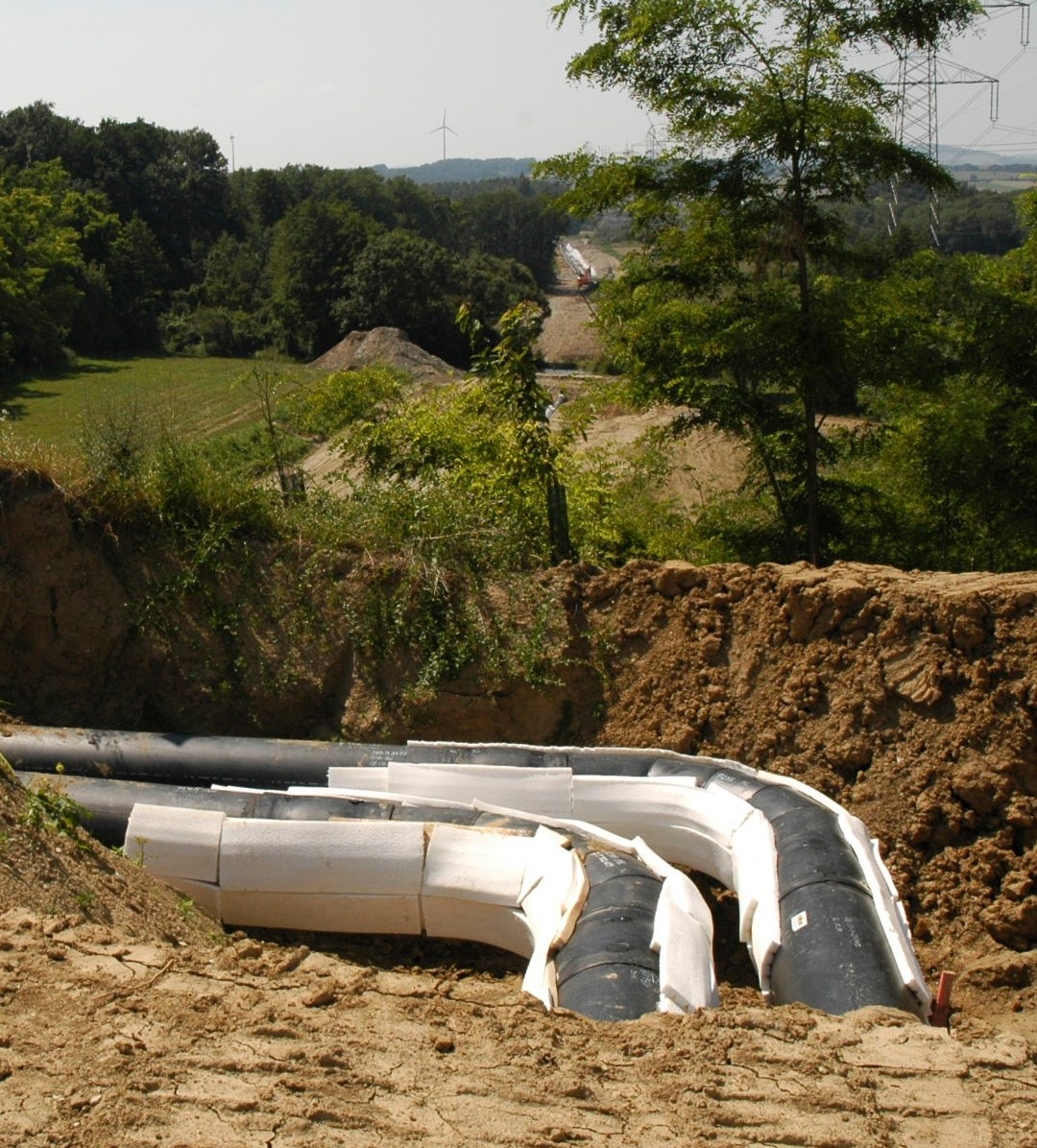
Bogen eines KMRs mit Dehnpolster, DN 400/630, Gesamttrassenlänge 31 km

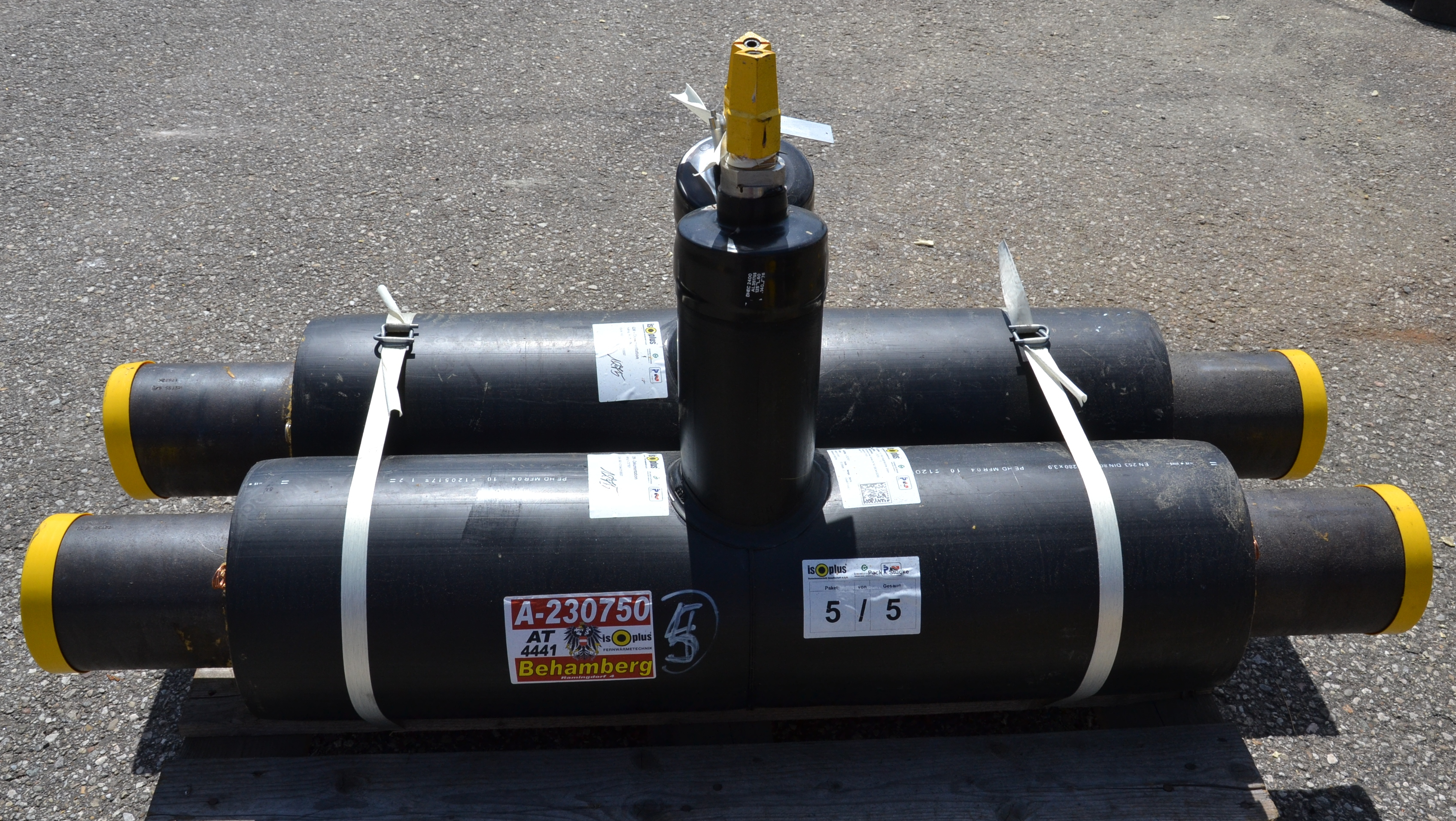
Vorgefertigtes Bauteil: Ein Absperrschieber-Paar DN 100

Die einzelnen Stangen und Formstücke werden auf der Baustelle in die Künette auf Auflager, die als Abstandshalter (Polystyrolquader, seltener Sandsäcke) in der Höhe von rund 10 cm zum Boden dienen, gelegt und hernach miteinander verbunden. Dabei werden die Medienrohrenden miteinander verschweißt. Die nach dem Verschweißen frei liegenden Mediumrohrstücke werden mit einer Muffe aus Polyethylen verschlossen, die vor dem Verschweißen über ein Mantelrohrende geschoben wurde. Der Hohlraum in der Muffe wird mit Polyurethanschaum ausgeschäumt. Die so hergestellte Verbindung wird insgesamt ebenfalls als Muffe bezeichnet.
Im Bereich von Bögen und Abzweigen kann die axiale Wärmedehnung hohe Spannungen hervorrufen. Daher werden an Bögen und Abzweigen Dehnpolster auf Außen- und Innenseite angeordnet, um den Bögen und Abzweigen bei Temperaturänderungen ausreichend Verschiebeweg bereitzustellen. Die Dehnpolster werden vor der Vorspannung auf die Rohrleitung montiert.
Meist wird die Rohrleitung thermisch vorgespannt. Dabei wird das Stahlrohr mit warmem Wasser oder elektrisch etwa auf die halbe maximale Betriebstemperatur aufgeheizt und dehnt sich dabei rund 750 mm je km aus. Wenn die entsprechende Temperatur erreicht ist, wird die Rohrleitung komplett mit einem Sand, der nur wenig bindige Bestandteile enthält, hinterfüllt und mindestens 10 cm damit überdeckt. In diesem Zusammenhang erwähnt die Norm EN 489 einen trockenen Sand mit einem Körnungsspektrum von 0 bis 4 mm, wobei in der Praxis rundkörniger rieselfähiger Sand mit 0 bis 12 mm verwendet wird. In ohnehin sandigen Böden, etwa in Island, wird das Kunststoffmantelverbundrohr auch direkt in den Erdboden verlegt. Dieses Verfahren entspricht nicht der aktuellen europäischen Normung. Aktuelle Forschungsprojekte prüfen die Verlegung der Kunststoffmantelverbundrohre direkt in (aufbereiteten) Aushubmaterial, wodurch die Verlegekosten sinken würden.
Die nötige Verlegetiefe ergibt sich unter anderem aus der Rohrleitungsstatik. Da die Rohrdehnung durch axiale Verspannung aufgenommen wird, muss die Rohrleitung durch das Erdgewicht ausreichend beschwert sein, um sich bei Wärmedehnung nicht aus dem Erdreich herauszuschieben.

## Lebensdauer
Kunststoffmantelverbundrohre und Muffen werden für eine Betriebsdauer von mindestens 30 Jahren ausgelegt. Die ältesten in Betrieb befindlichen Kunststoffmantelverbundrohre sind etwa 40 Jahre (Stand 2009) alt. Nach 30 Jahren Betrieb werden zumeist noch die Anforderungen der EN 253 erfüllt. Einzelne Muffenschäden treten in der Betriebszeit durchgehend auf, können aber durch Leckageüberwachung aufgefunden und räumlich eingegrenzt werden, was die Sanierung erleichtert.